# Chilobrachys stridulans
Chilobrachys stridulans är en spindelart som först beskrevs av James Wood-Mason 1877.  Chilobrachys stridulans ingår i släktet Chilobrachys och familjen fågelspindlar. Inga underarter finns listade i Catalogue of Life.